# Baccaurea glabrifolia
Baccaurea glabrifolia là một loài thực vật thuộc họ Euphorbiaceae. Đây là loài đặc hữu của Philippines.